# Coriolano, eroe senza patria
Coriolano, eroe senza patria è un film del 1964 diretto da Giorgio Ferroni.
Il film, ambientato nell'Antica Roma, è incentrato su Sicinio, tribuno romano che cerca di diventare console con varie traversie.